# Đèo Laspi

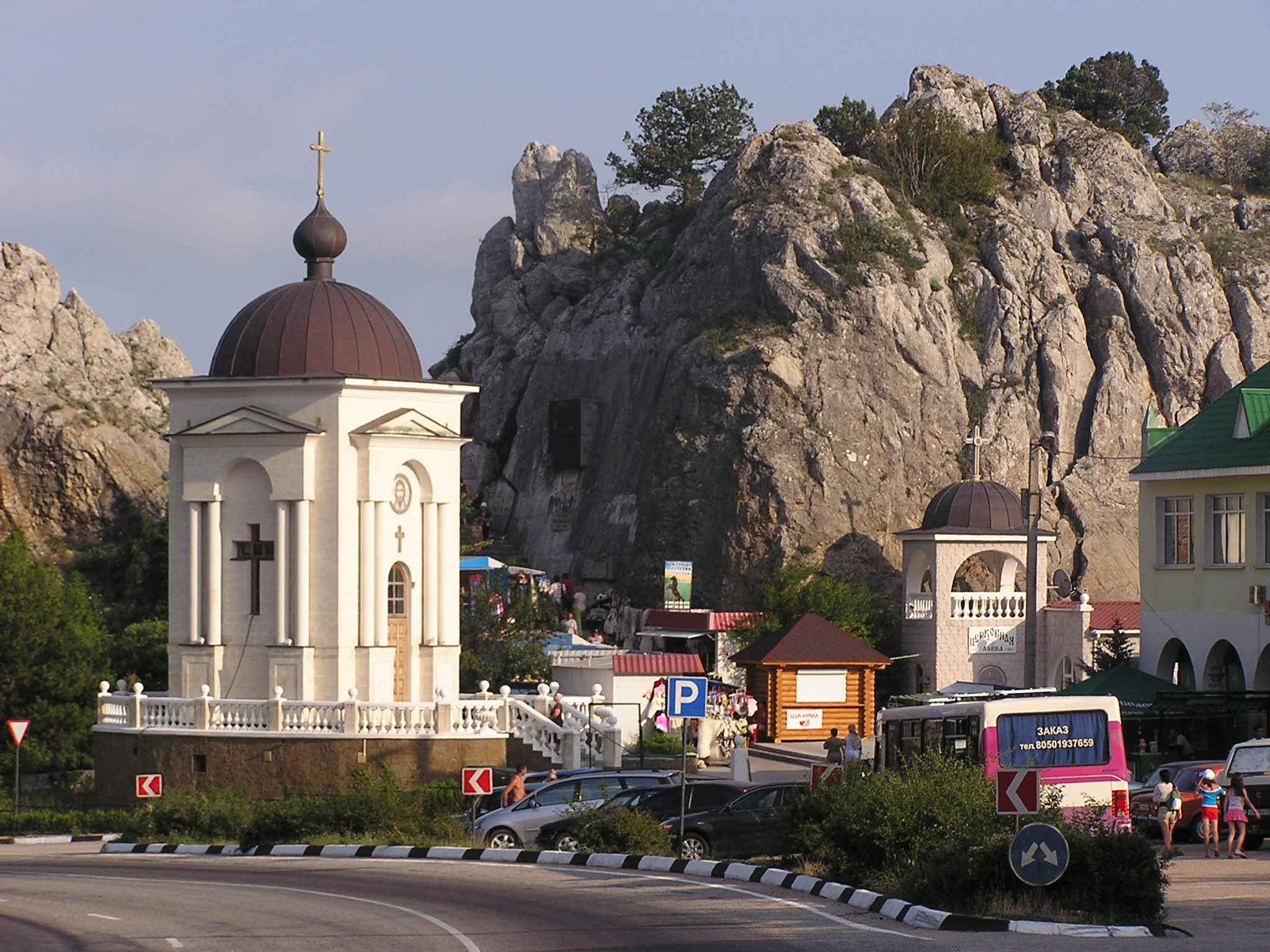
Nhà thờ Chúa Giáng Sinh

Đèo Laspi (tiếng Ukraina: Ласпінський перевал; tiếng Nga: Ласпинский перевал; tiếng Tatar Krym: Laspi boğazı) là một con đèo trên dãy núi Krym thuộc bán đảo Krym, miền nam Ukraina. Đèo là điểm cao nhất trên tuyến đường Sevastopol-Yalta. Từ đèo, du khách có thể phóng tầm mắt quan sát mũi Aya và vịnh Laspi của biển Đen, cách đèo chỉ khoảng 700 m về hướng nam. Tại đèo có một vách đá tên là Garin-Mikhailovsky, được đặt tên theo Nikolai Garin-Mikhailovsky - một nhà văn người Nga đã có công giúp đỡ xây dựng tuyến đường này. Ngoài ra, tại đây còn có một nhà thờ Chính thống giáo Đông phương nhỏ có tên là Nhà thờ Chúa Giáng Sinh, được xây để kỉ niệm hai ngàn năm tính từ ngày Chúa ra đời. Có người nhầm lẫn giữa đèo Laspi với đèo Baydar, một con đèo mà ngày nay vắng người qua lại.